# کریچف
کریچف (به انگلیسی: Krychaw) شهری است در شرق بلاروس منطقه موگیلف و مرکز اداری یا پایتخت ناحیه کریچاو است که در سال ۲۰۰۹، جمعیت آن ۲۷۲۰۲ نفر بوده‌است. در کنار رود سوز واقع شده‌است.
کریچاو اولین بار در سال ۱۱۳۶ ذکر شد.